# Министерство юстиции Польши
Министерство юстиции Польши — орган исполнительной власти, является одним из министерств Польши. Каждый министр юстиции с 1990 года также был генеральным прокурором Республики Польша.